# Kerstin Muschet
Kerstin Muschet (* 25. Dezember 1988 in Villach) ist eine ehemalige österreichische Biathletin und Skilangläuferin.
Kerstin Muschet startete für Union Rosenbach. Sie gab ihr internationales Debüt zum Auftakt der Saison 2009/10 im Rahmen des IBU-Cups in Idre. Bei ihrem ersten Rennen, einem Sprint, belegte sie den 88. Platz; schon im folgenden Sprint an derselben Stelle gewann sie als 39. erste Punkte. Es folgte zu Beginn des Weltcups der Saison 2009/10 auch das Weltcup-Debüt in Östersund, wo Muschet in ihrem ersten Einzel 105. wurde. Es folgten nur weitere Einsätze in der Staffel, wobei sie in Östersund gemeinsam mit Iris Waldhuber, Ramona Düringer und Romana Schrempf das erste Weltcuprennen einer österreichischen Frauenstaffel bestritt. 2011 erreichte sie als 14. in Oberhof ihr bestes Staffelresultat. In der Haute-Maurienne wurde ein 17. Rang in einem Verfolgungsrennen das beste Ergebnis im IBU-Cup. Höhepunkt der ersten Saison wurde die Teilnahme an den Biathlon-Europameisterschaften in Otepää, bei denen Muschet 50. des Einzels, 39. des Sprints und 37. der Verfolgung wurde. National gewann Muschet bei den Österreichischen Meisterschaften im Biathlon 2010 aus Skirollern in Hochfilzen hinter Waldhuber die Silbermedaille.
Bevor Muschet 2009 zum Biathlon wechselte, war sie als Langläuferin aktiv und galt hier zeitweise als eines der größten Talente Österreichs. 2006 gewann die damalige Athletin des Sport-Bundesoberstufenrealgymnasiums Spittal bei den österreichischen Jugendmeisterschaften in St. Jakob zwei Titel. Ihre ersten internationalen Rennen bestritt sie 2005 im Rahmen von FIS-Rennen, später kamen zunächst auch Rennen im Skilanglauf-Alpencup hinzu. Bei den Nordischen Juniorenweltmeisterschaften 2006 in Kranj lief Muschet im Sprint auf den zehnten Platz und wurde 71. im Verfolgungsrennen. In Düsseldorf folgte noch im selben Jahr das Debüt im Skilanglauf-Weltcup mit den Ergebnissen 52 im Sprint und 19 mit Kateřina Smutná im Teamsprint. Bei den Juniorenweltmeisterschaften in Tarvisio kamen 2007 die Ränge 39 im Sprint und 35 über 5 Kilometer Freistil hinzu. In Düsseldorf lief sie 2007 erneut im Weltcup und wurde 52. des Sprints und wieder mit Smutná 16. des Teamsprints. Die letzte Junioren-WM lief Muschet 2008 in Mals. Hier belegte sie den zehnten Platz im Sprint, wurde 36. über 5 Kilometer Klassisch, 56. über 10 Kilometer Freistil und 15. mit der österreichischen Staffel. Dreimal konnte sie FIS-Rennen gewinnen. Von 2011 bis zu ihren Karriereende im Jahr 2015 nahm sie an FIS-Rennen und am Alpencup teil. Zudem belegte sie bei den Nordischen Skiweltmeisterschaften 2013 im Val di Fiemme den 39. Platz im Sprint, den 16. Rang zusammen mit Kateřina Smutná im Teamsprint und den 11. Platz mit der Staffel.

## Biathlon-Weltcup-Platzierungen
Die Tabelle zeigt alle Platzierungen (je nach Austragungsjahr einschließlich Olympische Spiele und Weltmeisterschaften).
- 1.–3. Platz: Anzahl der Podiumsplatzierungen
- Top 10: Anzahl der Platzierungen unter den ersten zehn (einschließlich Podium)
- Punkteränge: Anzahl der Platzierungen innerhalb der Punkteränge (einschließlich Podium und Top 10)
- Starts: Anzahl gelaufener Rennen in der jeweiligen Disziplin

| Platzierung         | Einzel | Sprint | Verfolgung | Massenstart | Staffel | Gesamt |
| ------------------- | ------ | ------ | ---------- | ----------- | ------- | ------ |
| 1. Platz            |        |        |            |             |         |        |
| 2. Platz            |        |        |            |             |         |        |
| 3. Platz            |        |        |            |             |         |        |
| Top 10              |        |        |            |             |         |        |
| Punkteränge         |        |        |            |             | 4       | 4      |
| Starts              | 1      |        |            |             | 4       | 5      |
| Stand: Karriereende |        |        |            |             |         |        |